# Hans Rheinfelder
Hans Rheinfelder (* 15. Februar 1898 in Regensburg; † 31. Oktober 1971 in München) war ein deutscher Romanist, Sprachwissenschaftler und Literaturwissenschaftler.

## Leben und Werk
Rheinfelder wuchs in Landau in der Pfalz auf. Nach dem  Kriegsdienst in Nordfrankreich studierte er ab 1919 mit einem Stipendium der Stiftung Maximilianeum Romanistik und Anglistik in Würzburg und München bei Karl Vossler, Leo Jordan, Eugen Lerch und Josef Schick. 1921 bis 1929 war er Lektor an der Universität Rom. 1926 promovierte er in Würzburg bei Arthur Franz und Adalbert Hämel über Das Wort „Persona“: Geschichte seiner Bedeutungen mit besonderer Berücksichtigung des französischen und italienischen Mittelalters (Halle 1928). 1929 habilitierte er sich in Freiburg bei Hanns Heiß mit der Arbeit Kultsprache und Profansprache in den romanischen Ländern: Sprachgeschichtliche Studien zum Wortschatz des Französischen und Italienischen (Genf/Florenz 1933).
1931 wurde er als außerordentlicher Professor nach München berufen und war von 1932 bis 1935 Vorstand des Maximilianeums. Die Nationalsozialisten setzten ihn ab und blockierten seine Ernennung zum Ordinarius, die erst 1946 erfolgen konnte. Rufe nach  Greifswald (1932), Münster (1947), Mainz (1953) und  Frankfurt am Main (1955) lehnte er ab.
Von 1947 bis 1953 widmete er sich als Hochschulreferent des Kultusministeriums dem Aufbau der bayerischen Universitäten; bis 1958 war er Berater des Kultusministers. Rheinfelder war Präsident der Deutschen Dante-Gesellschaft (ab 1949) und Mitglied der Bayerischen Akademie der Wissenschaften (ab 1956). Seit 1955 gehörte Rheinfelder dem Wissenschaftlichen Beirat der Sachbuchreihe Rowohlts deutsche Enzyklopädie an und im selben Jahr gründete er den Deutschen Romanistenverband. 1956 wurde er Mitbegründer der Blätter für deutsche und internationale Politik. 1963 wurde er emeritiert. 1969 gründete er die Zeitschrift Iberoromania.
Als einer der letzten Romanisten vereinte er das gesamte Fach, Literatur- und Sprachwissenschaft in mehreren romanischen Sprachen. Seine Altfranzösische Grammatik Teil 1: Lautlehre (1937, 5. Aufl. 1987) war eines der erfolgreichsten Lehrbücher der Romanistik. Schüler und Freunde widmeten ihm die Festschrift Medium aevum romanicum, hrsg. von Heinrich Bihler und Alfred Noyer-Weidner, München 1963. 
Rheinfelder wurde 1959 zum Vizepräsidenten der Akademie deutsch-italienischer Studien gewählt. Er war Mitglied der katholischen Studentenverbindungen KStV Ottonia München und KStV Walhalla Würzburg sowie Ehrenphilister der KStV Südmark München. 
Hans Rheinfelder starb am 31. Oktober 1971 in München und wurde auf dem Friedhof Pasing beigesetzt.

## Ehrungen
- 1959: Bayerischer Verdienstorden

## Schriften
- Das Wort „Persona“. Geschichte seiner Bedeutungen mit besonderer Berücksichtigung des französischen und italienischen Mittelalters (= Beihefte zur Zeitschrift für romanische Philologie. 77, ISSN 0344-6727). Niemeyer, Halle (Saale) 1928.
- Altfranzösische Grammatik. 2 Bände.
  - Band 1: Lautlehre. Hueber, München 1937, (Mehrere Auflagen);
  - Band 2: Formenlehre. Hueber, München 1967, (Mehrere Auflagen).
- Gabriela Mistral. Motive ihrer Lyrik (= Bayerische Akademie der Wissenschaften, Philosophisch-Historische Klasse. Sitzungsberichte. 1955, Heft 8, ISSN 0344-6727). Verlag der Bayerischen Akademie der Wissenschaften u. a., München 1955, (Digitalisat (PDF; 3,67 MB)).
- Philologische Schatzgräbereien. Gesammelte Aufsätze. Hueber, München 1968.
- Dante-Studien. Herausgegeben von Marcella Roddewig. Böhlau, Köln u. a. 1975, ISBN 3-412-10774-3.

## Nachrufe
- Rudolf Baehr, in: Die neueren Sprachen. Bd. 70, 1971, ISSN 0028-3576, S. 621 f.
- Heinrich Bihler, in: Iberoromania. 3, 1971, ISSN 0021-3020, S. 193–200, doi:10.1515/ibero-1971-0319.
- Helmut Hatzfeld, in: Italica. Bd. 49, Nr. 1, 1972, ISSN 0019-0993, S. 108–109, JSTOR:478400.
- Yakov Malkiel, in: Romance Philology. Bd. 26, 1972/1973, ISSN 0035-8002, S. 689–691.
- Francesco Mazzoni, in: Studi Danteschi. Bd. 49, 1972, ISSN 0391-7835, S. 358 f.
- Franz Niedermayer, in: Arbor. Bd. 81, 1972, ISSN 0210-1963, S. 381–384.
- Alfred Noyer-Weidner, in: Revue de Linguistique Romane. Bd. 36, 1972, ISSN 0035-1458, S. 237–239; in: Deutsches Dante-Jahrbuch. Bd. 47, 1972, ISSN 0070-444X, S. 11–16, doi:10.1515/dante-1972-0104; in: Bayerischen Akademie der Wissenschaften. Jahrbuch. 1972, ISSN 0084-6090, S. 244–250.
- Arnold G. Reichenberger, in: Hispanic Review. Bd. 40, Nr. 4, 1972, ISSN 0018-2176, S. 481–483, JSTOR:471338.